# Friedrich Carl Ferdinand Nielsen (Kaufmann, 1803)
Friedrich Carl Ferdinand Nielsen (* 1803 in Bremen; † 11. August 1882 in Bremen-Oberneuland) war ein deutscher Kaufmann und Gründer der Firma Gebrüder Nielsen.

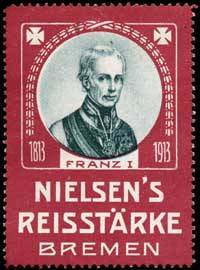
Reklamemarke mit Franz I. und Werbung für Reisstärke

## Biografie
Nielsen war der Sohn des Kaufmanns Friedrich Carl Ferdinand Nielsen. Er heiratete 1827 Amalie Catharina Paazig (1805–?); beide hatten zwei Kinder. Sein Sohn Friedrich Carl Ferdinand Nielsen (1828–1895) übernahm die Firma.
1812 erbte er vom Vater die Gewürzwarenhandlung und führte das Geschäft fort. Er erwarb dazu eine Kalkbrennerei, eine Zementfabrik und einen Baustoffhandel. 1837 gründeten er und sein Bruder Anton Heinrich die Firma Gebrüder Nielsen. Ihr Büro befand sich in der Schlachte Nr. 15. 1837 errichteten beide eine Brotfabrik und verkauften sie 1841 zu Gunsten einer Sägemühle mit einem Dampfmaschinenbetrieb, zur Herstellung von Brettern für Zigarrenkisten. 1845 erwarben sie eine Zuckerfabrik. 1841 war der Beginn im Reisgeschäft, 1844 betrieben sie einen Reisimport und 1862 gründeten sie eine Reismühle. 1874 folgte die Angliederung der Reisstärkefabrik Roland-Mühle. Das Unternehmen führte nun den Namen Gebr. Nielsen, Zuckerfabrik, Reismühle und Reisstärkefabrik. Sitz der Fabriken war das Stephanitorsbollwerk, westlich vom Stephaniviertel. Ab 1877 wurde die Herstellung von Zucker wieder eingestellt. 

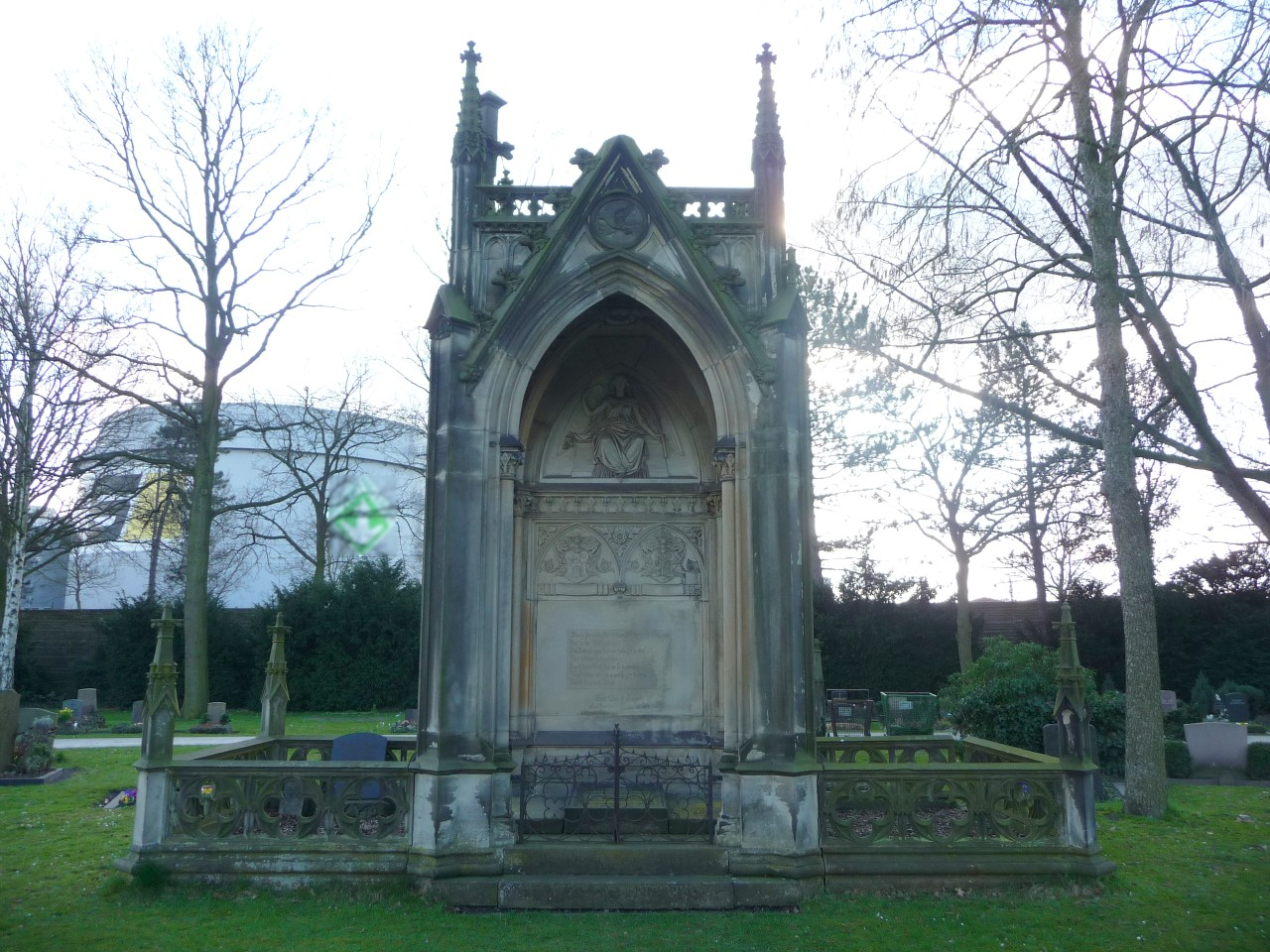
Grabmal für Carl Oscar Nielsen auf dem Waller Friedhof

Nach dem Tod des Firmengründers wurde das Unternehmen 1894 in eine Aktiengesellschaft (AG) umgewandelt, in der die Familie die Mehrheit hielt. Das Unternehmen wurde in die 1901 neu gegründete Reis- und Handels-Aktiengesellschaft überführt, einem unter Führung von Andreas Rickmers (siehe auch Rickmers Reederei bzw. Rickmers Reismühlen GmbH) gegründetem Zusammenschluss zahlreicher norddeutscher Reismühlen mit Sitz in Bremen.
Auf dem Waller Friedhof in Bremen befindet sich ein auffälliger, im gotischen Stil errichteter Tempietto. Diesen ließ die Familie Nielsen auf dem Doventorsfriedhof Anfang Juni 1875 abbrechen (Courier 4.6.1875) und bald darauf auf dem Waller Friedhof am Ende des mittleren Weges hinter Kapelle neu aufstellen (Courier 10.6.1875), wo er noch heute einschließlich des von Carl Steinhäuser 1867 geschaffenen marmornen Hochreliefs eines mahnenden weiblichen Genius zu finden ist. Dieses Grabmal war dem im Alter von erst zehn Jahren verstorbenen Sohn Carl Oscar gewidmet, der am 18. Februar 1866 an rheumatischem Fieber gestorben war (Civilstandregister Bremen, Sterbefälle 1866, Nr. 284, S. 143) (Lage: 53° 6′ 23,2″ N, 8° 46′ 2,3″ O). Das Familiengrab F. C. F. Nielsen befindet sich auf dem ehemaligen St. Stephani-Kirchhof.